# ユーラシア旅行社
株式会社ユーラシア旅行社（ユーラシアりょこうしゃ）は、東京都千代田区に本社を置く旅行会社。
ありきたりの旅では満足できない成熟した旅行者向けに、遺跡・自然・伝統文化など知的好奇心を満足させるオリジナルツアーを開発・提供している。特に、60代を中心とした熟年層の旅行者をメインターゲットとして｢サハラのオアシス･ガダメスとリビア探訪｣など他の旅行会社にはないユニークな企画でリピーターを増やしている。
業界では5番目の株式上場企業となった。
かつてグラフ誌「風の旅人」を刊行していた。

## 沿革
- 1986年2月13日 - 株式会社ユーラシア旅行社設立。
- 2001年4月 - 株式を店頭公開（現在のジャスダック）。